# NGC 5254
NGC 5254 (другие обозначения — MCG -2-35-12, IRAS13369-1114, PGC 48307) — спиральная галактика (Sc) в созвездии Дева.
Этот объект входит в число перечисленных в оригинальной редакции «Нового общего каталога».